# Aethra edentata
Aethra edentata is een krabbensoort uit de familie van de Aethridae. De wetenschappelijke naam van de soort is voor het eerst geldig gepubliceerd in 1951 door Edmondson.